# Agatino Maria Reggio Statella
Agatino Maria Reggio Statella (Palermo, 18 febbraio 1712 – Palermo, 6 febbraio 1764) è stato un arcivescovo cattolico italiano.

## Biografia
È stato ordinato presbitero il 6 luglio 1738.
È stato maestro di filosofia, dottore in teologia e laureato in utroque iure presso l'Università di Catania.
Presentato da re Carlo di Borbone il 30 marzo 1752, è stato nominato vescovo di Cefalù da papa Benedetto XIV il successivo 7 luglio; ha ricevuto l'ordinazione episcopale il 23 luglio seguente a Roma dal cardinale Joaquín Fernández de Portocarrero, prefetto della Congregazione per le indulgenze e le sacre reliquie, coconsacranti Giovanni Andrea Tria, arcivescovo titolare di Tiro, e Bernard-Antoine Pizzella, vescovo titolare di Costanza di Arabia.
Si è dimesso dall'incarico il 16 gennaio 1755 in quanto nominato giudice della Regia Monarchia; il 17 febbraio è stato promosso arcivescovo titolare di Iconio.
È morto a Palermo il 6 febbraio 1764. È sepolto nella cattedrale di Cefalù.

## Genealogia episcopale
La genealogia episcopale è:
- Cardinale Sigismund von Kollonitz
- Cardinale Mihály Frigyes Althann
- Cardinale Juan Álvaro Cienfuegos Villazón, S.I.
- Cardinale Joaquín Fernández de Portocarrero
- Arcivescovo Agatino Maria Reggio Statella